# Голос (мониторинг выборов)
Движение в защиту прав избирателей «Голос» (сокр. — движение «Голос», полн. — Общероссийское общественное движение в защиту прав избирателей «Голос», прежде — Ассоциация некоммерческих организаций в защиту прав избирателей «Голос»). Образовано в 2013 году активными участниками «ассоциации Голос» без образования юридического лица.
«Ассоциация Голос» была основана в 2000 году и ликвидирована согласно решению Пресненского районного суда от 27.07.2016 г. после внесения «ассоциации Голос» в реестр «иностранных агентов». Одно время были планы возрождения организации в виде фонда, но в конечном итоге была выбрана форма движения.
Движение занимается методическим оснащением участников избирательного процесса, поддерживает работу федеральной горячей линии, сервисов «Карта нарушений» и «СМС-ЦИК», проводит долгосрочное и краткосрочное наблюдение за выборами, осуществляет экспертную деятельность по совершенствованию избирательного процесса. Организация не относится к какой-либо партии и оценивает саму процедуру выборов.
Движение совместно с другими наблюдательскими объединениями России организует и проводит Всероссийский Форум общественных наблюдателей. В 2017 году Движение было удостоено награды ОБСЕ за исключительный вклад в продвижение демократии и защиты прав человека.
В 2022 году интернет-сайт движения был заблокирован Роскомнадзором за информацию о вторжении России на территорию Украины, которую Роскомнадзор посчитал недостоверной.

## Цели и задачи
По данным сайта организации, главной задачей движения является сохранение, укрепление и развитие институтов гражданского общества в России. Организация заявляет свои цели как стремление к усилению роли общественных объединений и активных граждан и утверждает, что основная её цель — свободные и честные выборы, что «Голос» проводит общественный мониторинг избирательного процесса, вносит предложения по совершенствованию избирательного законодательства, занимается гражданским просвещением, в своей работе руководствуется принципом политического нейтралитета как одного из основных условий независимого и объективного наблюдения за выборами.

## Деятельность
Движение «Голос» наблюдает за всеми стадиями избирательной кампании, которая состоит из двух главных частей: с момента назначения выборов до дня голосования и непосредственно сам день голосования. Первая часть мониторинга называется долгосрочное наблюдение, а вторая — краткосрочное.
По информации с официального сайта, в 2018 году на выборах президента России в рамках долгосрочного наблюдения были подготовлены девять докладов по всем стадиям избирательной кампании, также были собраны и обобщены данные шести медиамониторингов упоминания кандидатов в СМИ. В рамках краткосрочного наблюдения на выборах президента 2018 года «Голос» подготовил и обучил порядка 15 тыс. наблюдателей в 40 регионах. Всего тренеры «Голоса» провели порядка 500 тренингов в 40 регионах, видеотрансляции лекций для наблюдателей посмотрели более 28 тыс. раз.
Эксперты «Голоса» подготовили методические материалы о процедурах проведения выборов для наблюдателей, членов комиссии и представителей полиции. В дни голосований движение «Голос» организует работу штабов наблюдателей, обеспечивает их информационную, юридическую и логистическую поддержку, включая правовую помощь наблюдателям по итогам выборов.

## Руководство движения
Руководящий орган движения «Голос» — Совет. Он состоит из девяти членов, в том числе трех сопредседателей движения: Григория Мельконьянца, Андрея Бузина и Юрия Гурмана. Григорий Мельконьянц — правозащитник и юрист. Андрей Бузин возглавляет экспертно-консультационную группу при председателе ЦИК России. Юрий Гурман — руководитель Ассоциации городских и сельских поселений Челябинской области.

## Сервисы «Голоса»
- «Карта нарушений»[13] — краудсорсинговый проект, через который любой желающий может отправить информацию о нарушении в ходе избирательной кампании и дня голосования. Проверку данных проводят избирательные комиссии и правоохранительные органы;
- «Энциклопедия кандидатов»[14] — сервис, который позволяет проследить данные об участии кандидата в выборах всех уровней начиная с 2008 года;
- СМС-ЦИК[15]— краудсорсинговый проект, позволяющий мгновенно собирать данные итоговых протоколов, полученных наблюдателями. Он позволяет сопоставлять данные с тем, что было внесено в систему ГАС «Выборы», и отслеживать переписывание протоколов;
- Мобильное приложение для наблюдателей[16] — содержит последнюю версию избирательного законодательства, шаблоны жалоб, а также позволяет отправить сообщение о нарушении. Работает в оффлайн режиме;
- Результаты выборов президента-2018[17] — сервис, позволяющий увидеть официальные результаты выборов президента 2018. Карта с детализацией до территориальной избирательной комиссии;
- Горячая линия[18] — телефонный сервис, обеспечивающий методическую и юридическую поддержку участников избирательного процесса как в день голосования, так и во время избирательной кампании;
- Календарь выборов[19] — сервис, позволяющий найти ближайшие выборы в определённом населённом пункте по его названию.

### Карта нарушений
Проект «Карта нарушений» создан в сентябре 2011 года «Голосом» совместно с СМИ и предназначен для мониторинга нарушений на выборах самими гражданами («краудсорсинг»). Проект позволяет гражданам сообщать о нарушениях через форму на сайте, телефон или SMS, сообщения; существует возможность дополнять сообщения видеороликами. В выборах 2011 года зафиксировано более семи тысяч сообщений, что спровоцировало протестное движение в России (2011—2013). На основе сообщений формируется интерактивная карта России, отображающую количество сообщений о предвыборных нарушениях в регионах. Проект вошёл в шорт-лист «Премии Рунета»-2011 в номинации «Государство и общество». 4 декабря 2011 года «Интернет-ресурсы ассоциации „Голос“ в день голосования подверглись DDOS-атаке. Таким образом, доступ избирателей к карте нарушений и горячей линии был сильно ограничен».
В декабре того же года «Голос» был оштрафован за «Карту нарушений» судом. Организация обратилась с жалобой в ЕСПЧ.

### SMS-ЦИК
SMS-ЦИК — созданный Ассоциацией «Голос» сервис для наблюдателей и их организаций. Он даёт возможность наблюдателям оперативно сообщать информацию с участка, сразу после получения данных протокола. SMS-сообщения будут обрабатываться в режиме реального времени. Сервис «SMS-ЦИК» помогает бороться с переписыванием протоколов в территориальных избирательных комиссиях, а также осуществлять параллельное подведение итогов.

## История
- 2003 год — ассоциация выступила наблюдателем на выборах в Государственную думу Российской Федерации IV созыва, участвовала в проведении параллельного подсчёта голосов в 20 регионах. На избирательные участки было направлено более 4,5 тысячи общественных наблюдателей.
- 2004 год — 10 марта проведена международная конференция на тему: «Возможны ли в России свободные выборы?»[29]; была создана коалиция «За право выбора». На выборах Президента России 2004 года впервые начала работать бесплатная федеральная горячая линия ассоциации. Совместными усилиями российских правозащитных структур и других некоммерческих организаций, в том числе ассоциации «Голос», создан Всероссийский гражданский конгресс.
- 2005 год — совместно с Независимым институтом выборов в Москве проведена Международная конференция «Российские выборы в контексте международных избирательных стандартов»[30]. Мониторинг выборов в России расширен через наблюдение региональных избирательных кампаний. В феврале 2005 года ассоциация «Голос» официально вошла в состав Европейской сети организаций по наблюдению на выборах (ENEMO)[31], и с тех пор участвовала более чем в 15 международных миссиях по мониторингу выборов.
- 2007 год — в рамках постоянной работы по просвещению избирателей была проведена кампания в поддержку возвращения на выборы в России наблюдения от общественных организаций, информационные выставки «Закон о выборах в картинках для взрослых и детей»[32] и «Избиратели против нарушений на выборах».
- 2008 год — проведены информационно-просветительские кампании «Голосуй головой!»[33] и «8 вопросов кандидатам на должность Президента России»[34]. По результатам наблюдения ассоциация «Голос» инициировала проведение общественных слушаний «Очевидное и невероятное на федеральных выборах 2007—2008: факты и свидетельства» с участием представителей КПРФ, «Справедливой России», СПС, «Яблоко», движения «За права человека» и независимых экспертов. Создан электронный банк фактов «Выборы». Ассоциация инициировала общественный проект по созданию Избирательного кодекса Российской Федерации. Международная деятельность ассоциации и поддержка Европейского Союза позволили привлечь к участию в проекте не только российских, но и зарубежных экспертов. Ассоциация развивает новое направление деятельности — проект «Гражданские инициативы» по защите общественных интересов.
- 2009 год — продолжен мониторинг региональных избирательных кампаний. В марте «Голос» впервые провел быстрый подсчёт результатов голосования по городу Владимиру, используя методику стационарного наблюдения на избирательных участках, отобранных методом случайной стратифицированной репрезентативной статистической выборки. В ходе наблюдения на региональных выборах 2009—2010 гг. ассоциация распространила эту методику на 20 регионов своей сети. В числе шести известных НКО ассоциация «Голос» учредила медаль «Защитнику свободных выборов»[35]. Первое награждение состоялось в декабре 2009 года.
- 2012 год — с 1 октября по требованию российской стороны прекращена финансовая помощь со стороны USAID[36].
- 2013 год — за получение иностранного финансирования и участие в политической деятельности организация была признана «иностранным агентом», а также оштрафована на 300 тыс. рублей[37]
- 2016 год — 27 июля Пресненский суд Москвы удовлетворил иск МинЮста РФ о ликвидации ассоциации. Комиссия по избирательным правам президентского Совета по правам человека подвергла сомнению решение суда.[38] В начале октября Московский городской суд признал ликвидацию законной. По словам сопредседателя «Голоса» Григория Мельконьянца, продолжит работу движение в защиту прав избирателей «Голос»[5].
- 2018 год — «Голос» нашёл возможность продолжить свою работу[4].
- 2021 год — 18 августа МинЮст РФ внёс «Голос» в новый реестр «иностранных агентов»[39]
- 2022 год — Роскомнадзор заблокировал сайт движения за «размещение недостоверной общественно значимой информации» о вторжении России на территорию Украины[40].
- 2025 год — 8 июля движение сообщило о прекращении своей деятельности, решение было вызвано непрекращающимися репрессиями в отношении сопредседателя движения Григория Мельконьянца, признанного виновным в организации деятельности иностранной или международной организации, в отношении которой принято решение о признании нежелательной на территории Российской Федерации.[41]

## Поддержка и критика
- Официальный орган Правительства Российской Федерации «Российская газета» выступила с критикой ассоциации за получение финансовой поддержки со стороны Агентства США по международному развитию[42]. Это критика была поддержана интернет-газетой «Взгляд». По мнению сопредседателя общественного совета «Честный выбор», журналиста Владимира Мамонтова, организация «далека от объективности»[43]. Финансовая помощь на гуманитарные цели соответствует российскому законодательству[44][45][46][нет в источнике].
- 28 ноября 2011 года в офис ассоциации во время проходящей в другом месте пресс-конференции прибыли журналисты НТВ, желавшие получить комментарии по данному вопросу[47], однако из-за подозрения сотрудников ассоциации в том, что запись будет передана в эфир с искажениями, визит сотрудников средств массовой информации был сорван многочисленными повторениями фразы «НТВ — сурковская пропаганда»[48][49].
- По мнению журналиста «Коммерсанта» Олега Кашина, кампания против наблюдателей перед выборами говорит о том, что «нарушения на этих выборах уже запланированы».[50]
- 1 декабря 2011 года после публикации материалов о том, что агентство РИА Новости отдаёт предпочтение в своих публикациях партии «Единая Россия», было объявлено о несоответствующей статистической методике[51] и возбуждено административное дело о публикации статистических материалов менее чем за 5 дней до выборов; суд состоялся уже 2 декабря[52].
- 2 декабря 2011 года глава Центризбиркома РФ Владимир Чуров обвинил независимую ассоциацию наблюдателей «Голос» в незаконной агитации против «Единой России».[53]
- По мнению члена Общественной палаты, президента Центра социальных и политических исследований Георгия Федорова, ассоциация «Голос» является типичным агентом иностранного влияния в России, цели деятельности которой вызывают у него сильные подозрения[54]
- 30 ноября 2011 года правозащитное общество «Мемориал» выступило с заявлением в поддержку ассоциации «Голос».[55]
- В 2018 году Александр Брод, российский правозащитник, общественный деятель и член Совета при президенте РФ по развитию гражданского общества и правам человека, высказал мнение: «У „Голоса“ много различных юрлиц — есть и ассоциация, и фонд, и движение. Есть много способов, чтобы прятать иностранное финансирование, но я считаю, что правозащитная деятельность должна быть максимально прозрачна, иначе она превращается в политическую деятельность». «„Голос“ ведет свою деятельность с тем, чтобы нагнетать обстановку в период предвыборной кампании, создавать ощущение, что уже зафиксировано огромное количество нарушений, а выборы нелегитимны»[4].